# Thesaurus Nominum Auctorum et Mortuorum
Ziel des Projektes Thesaurus Nominum Auctorum et Mortuorum (THENOM) ist die Erschließung von insgesamt rund 90.000 Personennamen der Frühen Neuzeit, die aus hessischen, schlesischen, sächsischen und thüringischen Leichenpredigten stammen und die Bereitstellung der daraus gewonnenen biographischen Informationen in der Online-Datenbank THENOM.

## Geschichte der Datenbank
Gedruckte Leichenpredigten der Jahre zwischen 1530 und 1800 sind über ihre ursprüngliche Funktion als Begräbnispredigten der protestantischen Ober- und Mittelschichten hinaus wichtige Quellen zur Erforschung der Frühen Neuzeit. Sie werden, neben anderen Institutionen, auch durch die Forschungsstelle für Personalschriften an der Philipps-Universität Marburg, einer Arbeitsstelle der Akademie der Wissenschaften und der Literatur zu Mainz, ermittelt und katalogisiert.
Aus rund 33.000 bisher katalogisierten Leichenpredigten wurden nahezu 56.600 Verfasser- und 33.000 Verstorbenennamen erhoben. Diese rund 90.000 Namen von Personen der Frühen Neuzeit bilden den Ausgangspunkt und die Grundlage für das Projekt „Thesaurus Nominum Auctorum et Mortuorum“, eine Datenbank der Namen von Verfassern und Verstorbenen in frühneuzeitlichen Leichenpredigten.
Von besonderem Wert für eine Vielzahl historischer Fragestellungen sind die biographischen Abschnitte der Leichenpredigten. Ein Teil der darin enthaltenen Informationen wird in die Kataloge der von der Forschungsstelle für Personalschriften veröffentlichten Reihe Marburger Personalschriften-Forschungen aufgenommen. Sie enthalten damit z. T. mehr biografische Informationen über diese Personen als bisher im Internet, etwa in der Gemeinsamen Normdatei (GND) oder im Gesamtkatalog deutschsprachiger Leichenpredigten (GESA), zur Verfügung stehen.
Die Datenbank Thenom wurde im Herbst 2007 von Rudolf Lenz ersonnen und auf dessen Antrag von 2009 bis 2011 von der Deutschen Forschungsgemeinschaft finanziert. Da das Projekt in der bewilligten Förderungsdauer auf Grund des von der DFG stark reduzierten Antragsvolumens nicht zum Abschluss gebracht werden konnte, gewährte die VolkswagenStiftung ebenfalls auf Antrag von Rudolf Lenz eine Anschlussförderung von weiteren zwei Jahren.
Die in die Datenbank Thenom eingeflossenen Daten sind in der von Rudolf Lenz bis Band 50 herausgegebenen Reihe Marburger Personalschriften-Forschungen frei zugänglich. Genutzt wurden die Daten der Kataloge bis Band 44, die die Akademie der Wissenschaften und der Literatur Mainz den Thenom-Mitarbeitern im Rahmen der „wissenschaftlich erforderliche[n] Zusammenarbeit“ als Textdateien ohne jegliche Vorbedingung zur Verfügung stellte.
Im Sommer 2012 konnte die SQL-Datenbank Thenom auf einem Server der Philipps-Universität Marburg mit beschränktem Zugriff online gestellt werden.